# 2000年シドニーオリンピックのイラン選手団
2000年シドニーオリンピックのイラン選手団（2000ねんシドニーオリンピックのイランせんしゅだん）は、2000年9月15日から10月1日にかけてオーストラリアのニューサウスウェールズ州シドニーで開催された2000年シドニーオリンピックのイラン選手団、およびその競技結果。

## 概要
今大会は金メダル3個、銅メダル1個の合計4個のメダルを獲得した。

## メダル
| メダル | 選手名                   | 競技                 | 種目                     |
| ------ | ------------------------ | -------------------- | ------------------------ |
| 金     | アリレザ・ダビール       | レスリング           | 男子フリースタイル58kg級 |
| 金     | ホセイン・タバコリ       | ウエイトリフティング | 男子105kg級              |
| 金     | ホセイン・レザザデ       | ウエイトリフティング | 男子105kg超級            |
| 銅     | ハディ・サエイボネコハル | テコンドー           | 男子68kg級               |